# Ádžívika

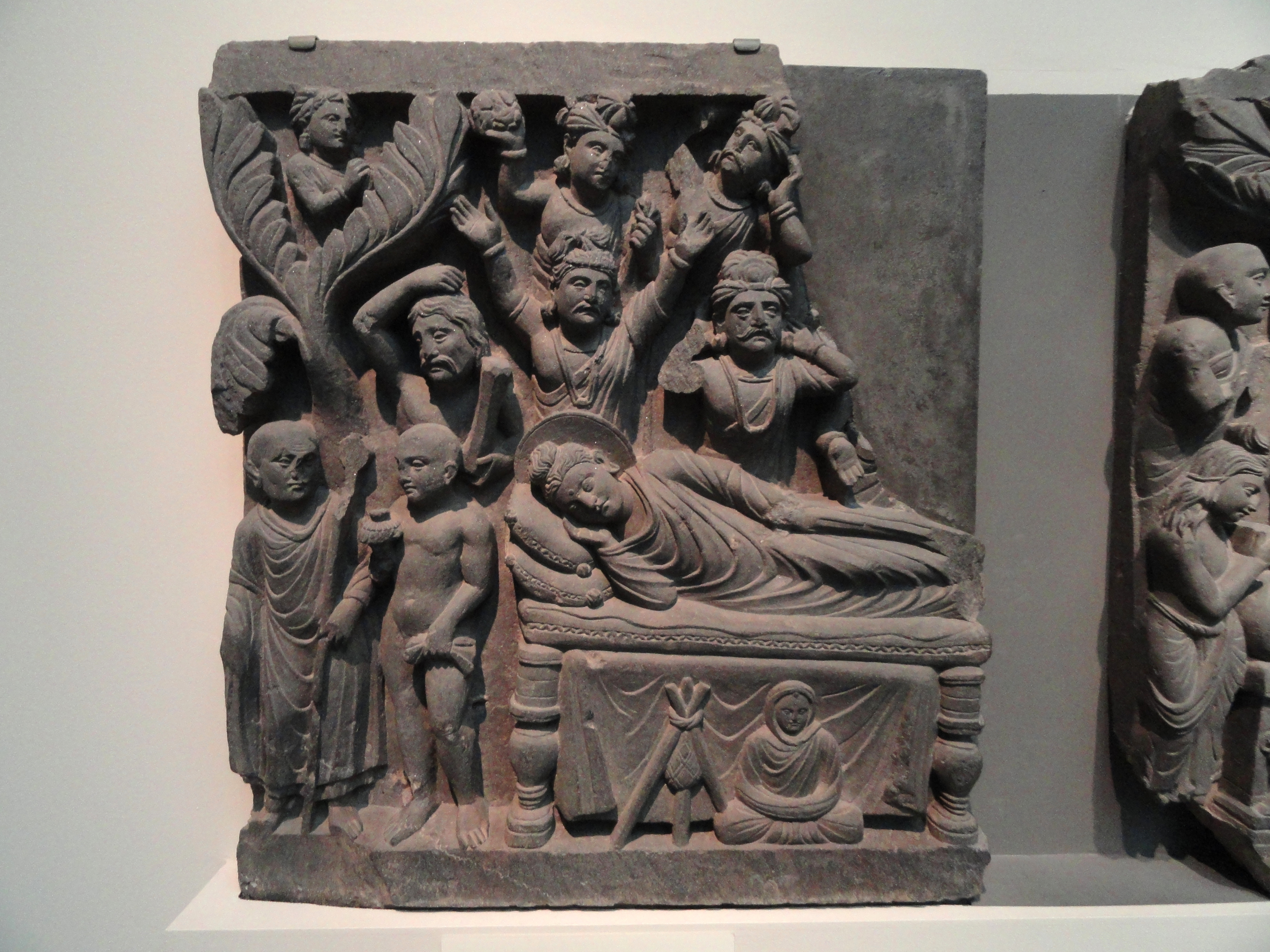
Zleva: Buddhův žák Mahákášjapa vysvětluje ádžívikovi učení o parinirváně.

Ádžívika (sanskrt), či Ádžívaka, je jedno z neortodoxních staroindických učení, které popírá existenci duše. Základem byla atomistická idea, ateismus a zvláště přísný determinismus neosobním kosmickým principem niyati (osud). Stejně jako jiná soudobá učení jako džinismus a buddhismus, bylo i učení ádžíviků v opozici vůči staroindickým náboženstvím a filozofii bráhmanismu.
Zakladatelem ádžíviků byl Makkhalé Gósála, učitel, který působil dříve nebo ve stejné době jako zakladatel buddhismu Gótama Siddhártha. Podle buddhistických legend se i mladý Siddhártha s Gósálou setkali osobně. Učení ádžíviků mohlo být ve své době ovlivněno buddhismem, nebo snad být dokonce jeho formou, jelikož ádžívikové stejně jako dávní buddhisté popírali pojem duše.
Ádžívikové věřili, že reinkarnaci neboli znovuzrozování lidské duše řídí přesně stanovený a neosobní kosmický princip zvaný nijati (osud), jenž je zcela nezávislý na lidské činnosti. Věří se, že byli striktními fatalisty, kteří nevěřili v karmu či v možnosti svobodné vůle. Odborníci se domnívají, že toto učení nemá v současné době žádné následovníky.
V Barábarských jeskyních ve východoindickém státě Bihár bylo objeveno několik do skály vytesaných jeskyní z doby maurjovského panovníka Ašóky, o nichž se odborníci domnívají, že patřily této sektě.